# Aeollanthus breviflorus
Aeollanthus breviflorus là một loài thực vật có hoa trong họ Hoa môi. Loài này được De Wild. mô tả khoa học đầu tiên năm 1927.